# Egholm (ö i Danmark, Region Själland)
Egholm var en ö i Danmark, men är numera landfast med Agersø. Den är privatägd och ligger i Region Själland, i den sydöstra delen av landet. Egholm var bebodd till på 1990-talet. På Egholm finns främst träskmark.